# Crkva sv. Ilije u Novoseljanima
Crkva svetog Ilije također i znana kao hram Blagovesti Presvete Bogorodice je pravoslavna crkva u Bjelovaru unutar prigradskog naselja Novoseljani.  
Nalazi se u krugu pravoslavnoga groblja Novoseljani i na lokalitetu Crkveno Polje.    

## Povijest

### Srednji vijek
Na mjestu Novoseljana je u srednjem vijeku postojalo naselje, čija se župa Djevice Marije spominje 1334. godine kao Item ecclesia beate virginis de Ohesuricha među župama zagrebačke biskupije.
Godine 1495. već se zove Chesmichia inferiori (tj. Donja Česmica). Njegov župnik po imenu Gal spominje se 1501. kao Gallus plebanus de inferiori Chesmycze.  Česmica je bila centar Česmičke župe, nekadašnje plemenske župe. Česmica predstavlja najstariju i najznačajniju plemensku župu na području današnjeg Bjelovara  Česmicu su razorili Turci u 16. stoljeću i njen prostor je desetljećima ostao nenaseljen.

### 17. stoljeće
Današnji Novoseljani su naseljeni od 17. stoljeća, Na karti prve vojne izmjere naselje je sa upisano kao "Dorf Novo Szellyani"  te je za vrijeme vojne uprave naselje pripadalo Đurđevačkoj pukovniji.
Pravoslavna crkva u Novoseljanima je izgrađena oko 1700. godine, što je čini jednom od najstarijih građevina u gradu Bjelovaru. Izgrađena je na mjestu nekadašnjeg dvorca Česmice.
Onbnovljena je 1875. godine te se unutar nje nalazi antimins iz 1734. godine.     
Crkva je planirana za rekonstrukcijsku obnovu.  